# 安蒂-尤西·涅米
安蒂-尤西·涅米（芬蘭語：Antti-Jussi Niemi，1977年9月22日—），芬兰男子冰球运动员。他曾代表芬兰参加2006年冬季奥林匹克运动会冰球比赛，获得一枚银牌。他也共收获五枚世界男子冰球锦标赛奖牌。